# Johann II. (Hoya)
Johann II. von Hoya (* 1319; † 27. Dezember 1377) war von 1324 bis 1377 regierender Graf von Hoya (ab 1345 Obergrafschaft).

## Familie
Johann war Sohn von Graf Otto II. von Hoya († 1324) und Gräfin Ermengard von Holstein. 1338 heiratete Johann Helene von Sachsen-Lauenburg, Tochter von Herzog Erich I. von Sachsen-Lauenburg. Aus der Ehe gingen vier Nachkommen hervor:
- Erich († 1426), Nachfolger Johanns II.
- Johann (* 1355; † 1424), 1394 bis 1399 Bischof von Paderborn und 1399 bis 1424 Bischof von Hildesheim
- Otto († 1424), Bischof von Münster und 1410 bis 1424 Administrator des Bistums Osnabrück.
- Ermengard († 1415), vermählt mit Simon III. zur Lippe

## Leben und Wirken
Nach dem Tode seines Vaters (1324) regierte Johann die Grafschaft zusammen mit seinem Bruder Gerhard († 1383). Er war bereits Domherr zu Hildesheim, als er am 11. November 1329 eine Zusage des Papstes auf die Dompräbenden in Münster und Osnabrück erhielt. 1330 war er auch Domherr zu Bremen. 1345 teilten sie die Grafschaft. Johann regierte fortan als Graf der Obergrafschaft mit Residenz in Nienburg/Weser. Gerhard erhielt die Untergrafschaft mit Hoya als Hauptort. Beide regierten aber weiterhin gemeinschaftlich. In die Regierungszeit Johanns fiel die Große Pest und die Hoyaer Fehde, ein Konflikt zwischen der Hansestadt Bremen und den Grafen von Hoya, den Grafen von Oldenburg und dem Bremer Erzbischof. Gegen Ende seiner Regierungszeit begann der Lüneburger Erbfolgekrieg, dem Johann und Gerhard als Bündnispartner von Herzog Magnus II. Torquatus von Braunschweig-Lüneburg beitraten.